# Boeing–Saab T-7 Red Hawk
Boeing–Saab T-7 Red Hawk, ban đầu được gọi là Boeing T-X (sau này là Boeing–Saab T-X), là một loại máy bay huấn luyện phản lực siêu thanh tiên tiến nâng cao do Boeing của Hoa Kỳ và Saab AB của Thụy Điển hợp tác sản xuất. Tháng 9 năm 2018, Không quân Hoa Kỳ (USAF) chọn mẫu máy bay này cho chương trình T-X để thay thế máy bay huấn luyện Northrop T-38 Talon đang hoạt động trong biên chế.

## Phát triển
Bộ tư lệnh Huấn luyện và Đào tạo Trên không (AETC) của Không quân Mỹ bắt đầu phát triển mẫu máy bay huấn luyện mới để thay thế Northrop T-38 Talon vào đầu năm 2003. Ban đầu, mẫu máy bay mới được dự định sẽ đưa vào sử dụng trong năm 2020. Nhưng sau khi một chiếc T-38C gặp sự cố khiến kíp lái hai người thiệt mạng vào năm 2008, USAF đã thay đổi mốc thời gian đạt hiệu suất hoạt động ban đầu (IOC) của máy bay mới là năm 2017. Trong đề xuất ngân sách tài khóa năm 2013, USAF đề nghị trì hoãn thời gian máy bay mới đạt hiệu suất hoạt động ban đầu sang năm 2020 bằng việc ký hợp đồng ngoài mong muốn trước năm 2016. Ngân sách bị thu hẹp và các dự án hiện đại hóa có mức độ ưu tiên cao hơn đã đẩy IOC của chương trình T-X đến "năm tài chính 2023 hoặc 2024". Mặc dù chương trình này hoàn toàn nằm ngoài ngân sách năm 2014, nhưng nó vẫn được xem là dự án ưu tiên hàng đầu.

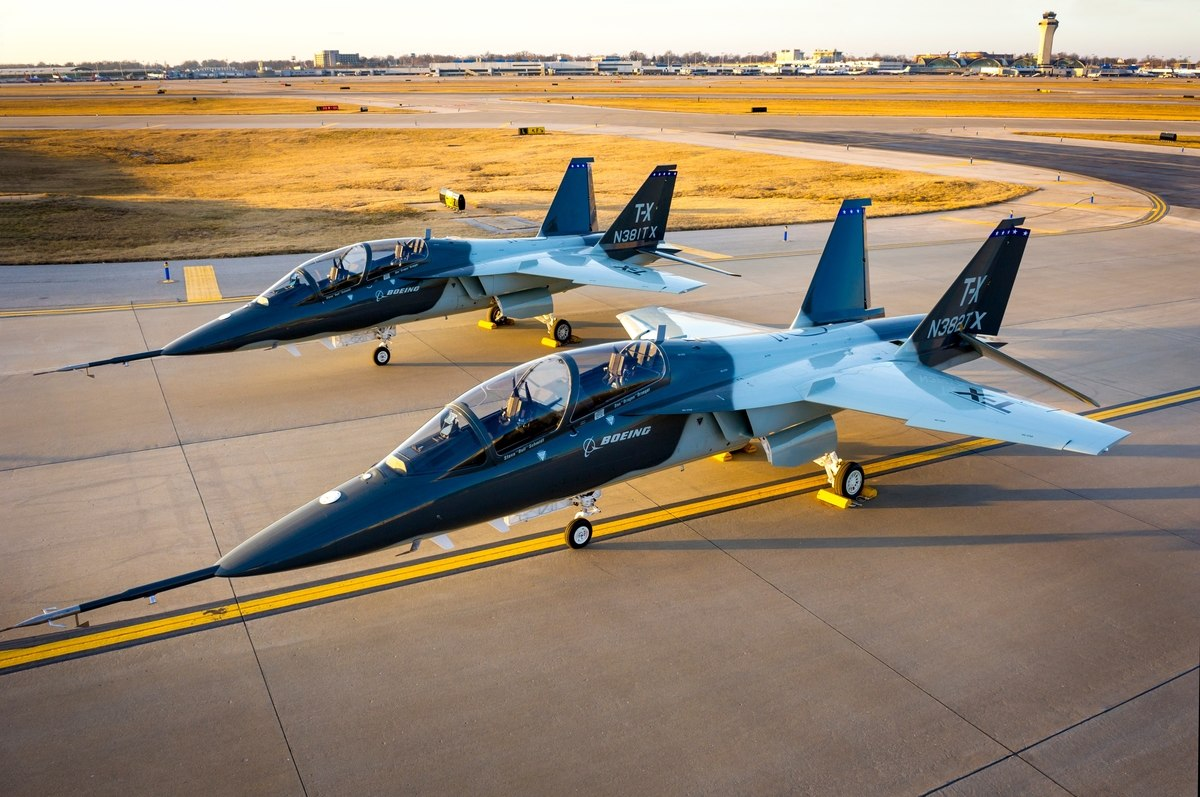
Các nguyên mẫu T-7 vào khoảng năm 2018

Boeing đã hợp tác với công ty hàng không vũ trụ Saab để tham gia cuộc thi đấu thầu cho chương trình T-7 của Không quân Mỹ. Ngày 13 tháng 9 năm 2016, nguyên mẫu Boeing T-X được công bố, đây là một loại máy bay huấn luyện phản lực tiên tiến nâng cao một động cơ với đuôi kép, hai chỗ ngồi trước và sau, thiết bị hạ cánh ba bánh có thể thu vào trong, sử dụng động cơ tuốc bin phản lực cánh quạt đốt sau General Electric F404. Chiếc T-X đầu tiên cất cánh vào ngày 20 tháng 12 năm 2016. Boeing-Saab chính thức đăng ký sản phẩm dự thi của họ sau khi USAF mở thầu chương trình T-7 vào tháng 12 năm 2016.
Tháng 9 năm 2018, các quan chức USAF thông báo rằng thiết kế của Boeing sẽ được chọn là máy bay huấn luyện phản lực tiên tiến mới của họ theo hợp đồng trị giá lên tới 9,2 tỷ USD, trong đó sẽ mua 351 máy bay, 46 thiết bị mô phỏng, đào tạo và hỗ trợ bảo trì. Hợp đồng này có các lựa chọn cho tổng số 475 máy bay. Năm 2018, Boeing ghi nhận khoản phí trước thuế trị giá 691 triệu USD, một phần là do đến từ chương trình T-X.

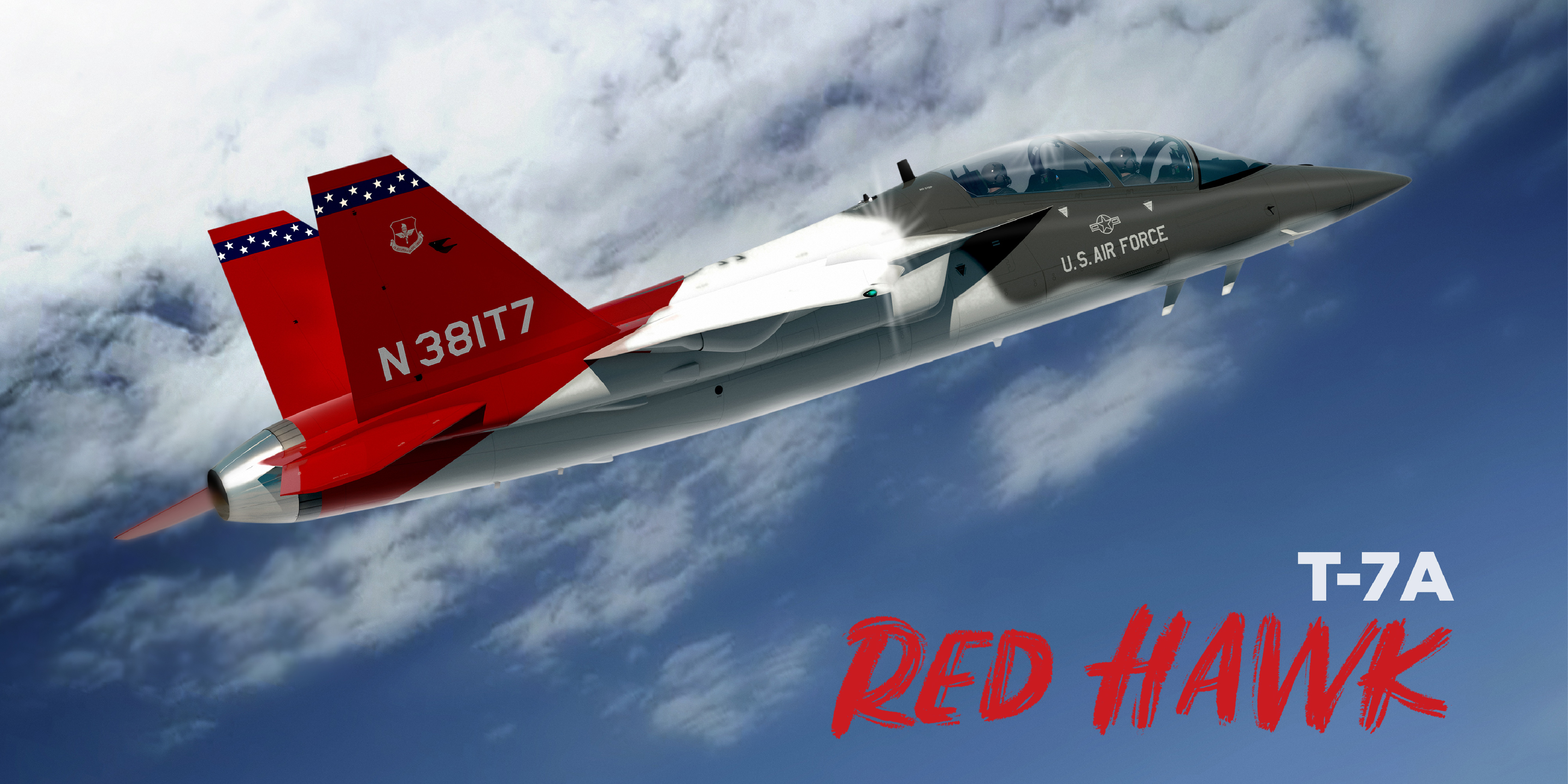
Hình ảnh công khai của Không quân Mỹ về chiếc T-7A Red Hawk với màu sơn Red Tail (Đuôi Đỏ)

Tháng 5 năm 2019, Saab thông báo họ sẽ mở một nhà máy sản xuất máy bay T-X ở tiểu bang Indiana cùng với Đại học Purdue.
Tháng 9 năm 2019, Không quân Mỹ đặt tên cho mẫu máy bay này là "T-7A Red Hawk" để vinh danh Tuskegee Airmen - những người đã sơn đuôi máy bay của họ màu đỏ (chữ "Red"), và Curtiss P-40 Warhawk - một chiếc máy bay do Phi đội Huấn luyện Bay 99 vận hành, đây là phi đội máy bay tiêm kích da đen đầu tiên của Không quân Mỹ.
Thiết kế chính thức được đưa vào sản xuất hàng loạt vào tháng 2 năm 2021. Tháng 4 năm 2021, Saab giao một phần thân sau của T-7A cho nhà máy Boeing St. Louis, sau đó đến tháng 7 trong cùng năm thì tiếp tục giao phần thân sau thứ hai. Boeing sẽ tiến hành nối ghép phần thân sau của Saab với phần thân trước, vây, cánh và cụm đuôi để tạo thành một chiếc máy bay thử nghiệm hoàn chỉnh sử dụng trong chương trình bay thử nghiệm của Phát triển Kỹ thuật và Sản xuất (EMD). Sau khi hoàn thành giai đoạn EMD, nhà máy mới của Saab ở West Lafayette, Indiana sẽ đóng vai trò là trung tâm sản xuất cho phần thân sau của T-7A và các hệ thống phụ như thủy lực, hệ thống nhiên liệu, nguồn điện phụ.
Saab đã phát triển phần mềm mới cho T-7 để giúp việc phát triển nhanh hơn cũng như chi phí rẻ hơn. T-7A được áp dụng sử dụng kỹ thuật số từ giai đoạn phát triển đến chuyến bay thử nghiệm đầu tiên trong vòng 36 tháng. Mẫu máy bay này có dây chuyền sản xuất tiên tiến và số hóa, do đó chỉ mất 30 phút để ghép phần thân sau với phần cánh. Quy trình chế tạo kỹ thuật số cho phép các kỹ thuật viên chế tạo máy bay với việc gia công và khoan lỗ tối thiểu trong quá trình lắp ráp. Chiếc T-7 phiên bản sản xuất đầu tiên được tung ra thị trường vào ngày 28 tháng 4 năm 2022.
Tháng 5 năm 2023, Văn phòng Trách nhiệm Chính phủ (GAO) công bố một báo cáo về chương trình T-7, trong đó nêu chi tiết các vấn đề về phần mềm và hệ thống an toàn cũng như các sự chậm trễ khác khiến Không quân Mỹ trì hoãn quyết định sản xuất đến tháng 2 năm 2025. Báo cáo cho biết lịch trình do Boeing cung cấp vào tháng 1 năm 2023 là lạc quan và phụ thuộc vào các giả định thuận lợi. Bất chấp việc sản xuất bị trì hoãn, báo cáo cũng lưu ý rằng Boeing vẫn lên kế hoạch sản xuất những chiếc T-7 đầu tiên vào đầu năm 2024.

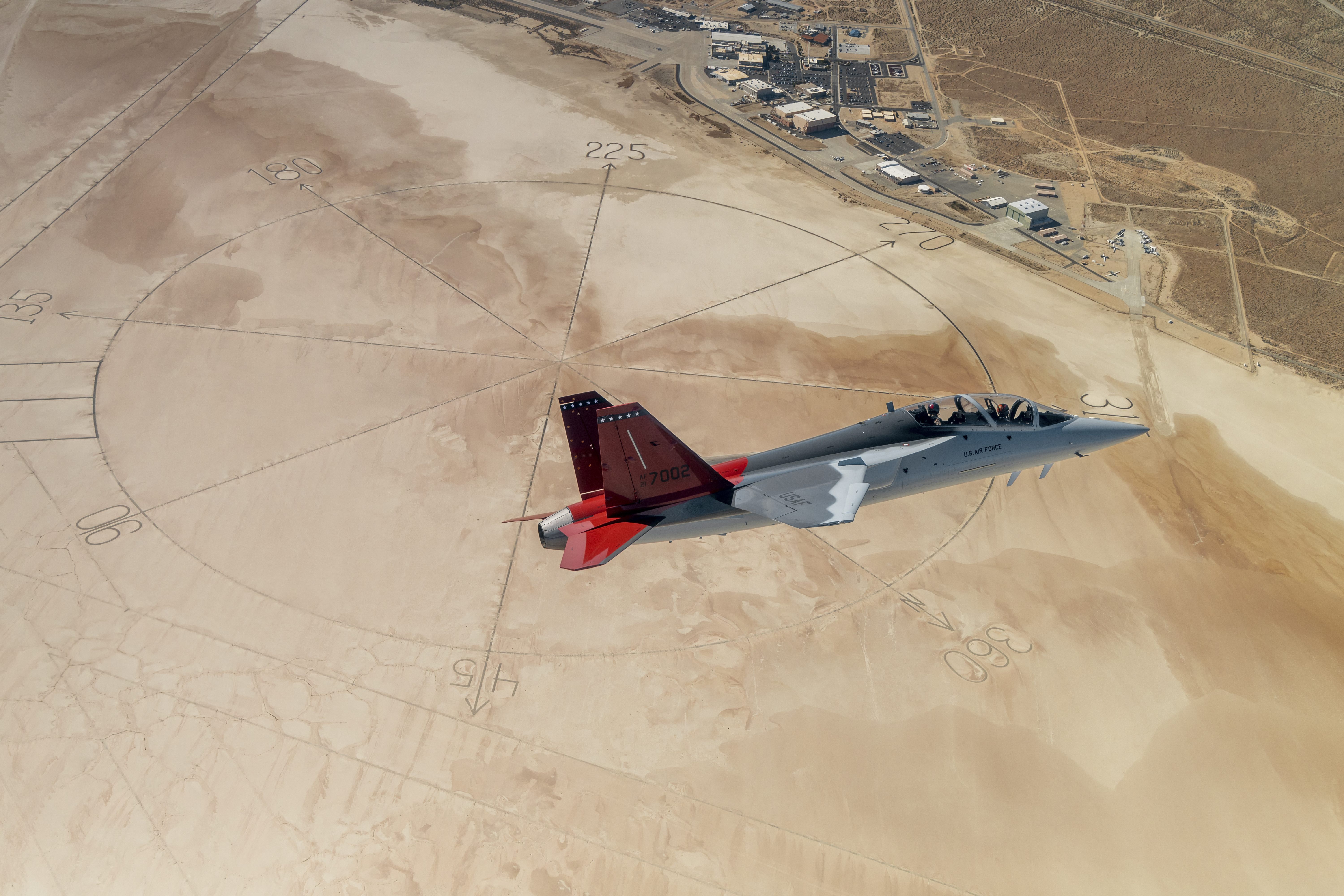
Chiếc T-7A Red Hawk đầu tiên bay qua Căn cứ Không quân Edwards vào tháng 11 năm 2023

Tháng 6 năm 2023, chuyến bay đầu tiên của T-7A được tiến hành tại Sân bay Quốc tế Lambert St. Louis, bởi Thiếu tá Bryce Turner - một phi công thử nghiệm thuộc Phi đội Thử nghiệm Chuyến bay 416 đóng quân tại Căn cứ Không quân Edwards ở California, và Steve Schmidt - phi công trưởng thử nghiệm T-7 của Boeing.
Ngày 21 tháng 9 năm 2023, chiếc Red Hawk đầu tiên (số đuôi APT-2) đã được bàn giao cho Không quân Mỹ và triển khai tại Căn cứ Không quân Edwards để thử nghiệm. Cuối năm 2023, có thêm hai chiếc nữa được bàn giao (APT-1 và APT-3), còn chiếc thứ tư (APT-4) bị trì hoãn đến năm 2024. Tổng cộng có năm chiếc Red Hawk mang cấu hình phát triển kỹ thuật và sản xuất sẽ được bàn giao để tiến hành chương trình thử nghiệm. Việc lắp ráp chiếc đầu tiên thuộc bản sản xuất dự kiến bắt đầu vào quý 2 năm 2024.

## Thiết kế
Thiết kế của T-7 cho phép nó có thể bổ sung thêm nhiều nhiệm vụ trong tương lai, chẳng hạn như tấn công phủ đầu và tiêm kích/cường kích hạng nhẹ. Trong môi trường huấn luyện, nó được thiết kế đặc biệt cho các cuộc diễn tập ban đêm, có giới hạn G cao và khả năng cơ động tấn công góc độ cao, với ưu điểm là dễ bảo trì sửa chữa. Máy bay trang bị một động cơ tuốc bin phản lực cánh quạt đốt sau General Electric F404, nhưng nó tạo ra lực đẩy gấp ba lần tổng lực đẩy của hai động cơ phản lực trên chiếc T-38 Talon.

## Lịch sử hoạt động

### Khách hàng tiềm năng
Boeing đặt mục tiêu bán hơn 2.700 chiếc T-7 trên toàn cầu. Ngoài việc bán cho Không quân Mỹ, công ty cũng đang nhắm đến Serbia và Úc như những khách hàng quốc tế tiềm năng. Trong đó, T-7 là sự lựa chọn thay thế khả thi cho G-4 và J-22 của Serbia, cũng như trở thành ứng viên thay thế 33 chiếc BAE Systems Hawk Mk 127 Lead-in Fighter (LIF) thông qua chương trình LIFT của Không quân Hoàng gia Úc.
Đối với Hải quân Mỹ, biến thể T-7B là một trong những ứng cử viên cho chương trình Máy bay Thay thế Chiến thuật, với tiềm năng bán được 64 chiếc. Biến thể T-7 UJTS là ứng viên cho chương trình Hệ thống Huấn luyện Phản lực Đại học, với đơn đặt hàng tối thiểu là 145 chiếc để thay thế T-45 Goshawks đang hoạt động trong biến chế. Việc mua sắm với bên thắng thầu trong chương trình này dự kiến diễn ra sớm nhất vào năm 2026.
Đối với Không quân Mỹ, biến thể F/T-7X là một trong những ứng viên cho chương trình Huấn luyện Chiến thuật Nâng cao, với tiềm năng bán được từ 100 đến 400 chiếc.
Boeing đã giới thiệu T-7 cho Không quân Brazil. Lực lượng Phòng vệ Trên không Nhật Bản cũng đã bày tỏ sự quan tâm đến T-7 (hoặc một biến thể của nó) để thay thế máy bay huấn luyện phản lực Kawasaki T-4 cũ kỹ.
Đến tháng 11 năm 2023, Không quân Mỹ tích cực xem xét khả năng biến T-7 thành máy bay chiến đấu vũ trang. Được đặt tên là F-7, phiên bản này có thể có khả năng tương đương với máy bay chiến đấu thế hệ thứ tư, và có thể duy trì số lượng trực chiến khi F-16 ngừng hoạt động. Boeing có ý định cung cấp phiên bản vũ trang của T-7 để thay thế Northrop F-5 và Dassault/Dornier Alpha Jet lỗi thời trên toàn thế giới.

## Biến thể
BTX-1
Hai nguyên mẫu đã được chế tạo để đánh giá:
- Nguyên mẫu N381TX: là nguyên mẫu đầu tiên được chế tạo và là chiếc T-7 bay đầu tiên.
- Nguyên mẫu N382TX: là nguyên mẫu thứ hai được sử dụng trong thử nghiệm.

T-7A Red Hawk
Phiên bản sản xuất cho Không quân Mỹ sau khi thắng thầu trong chương trình T-X để thay thế Northrop T-38 Talon. Tên định danh trước khi giao hàng là eT-7A, nó được xác định là máy bay thiết kế bằng kỹ thuật số.
T-7A Block 10
Biến thể được đề xuất cho Không quân Mỹ với nhiều nâng cấp về thiết bị điện tử hàng không và hệ thống an toàn.
T-7B
Biến thể được đề xuất cho chương trình Máy bay Thay thế Chiến thuật của Hải quân Mỹ, với tiềm năng bán được 64 chiếc.
T-7 UJTS
Phiên bản đề xuất cho cuộc thi Hệ thống Huấn luyện Phản lực Đại học (UJTS) của Hải quân Mỹ nhằm thay thế T-45 Goshawk, với tiềm năng bán được 145 chiếc.
F/T-7X
Biến thể đề xuất cho chương trình Máy bay huấn luyện Chiến thuật Nâng cao của Không quân Mỹ, với tiềm năng bán được từ 100 đến 400 chiếc.
F-7
Biến thể máy bay chiến đấu hạng nhẹ đề xuất cho Không quân Mỹ.

## Quốc gia sử dụng
Hoa Kỳ
- Không quân Hoa Kỳ

## Thông số kỹ thuật (T-7A)
Dữ liệu lấy từ Flight Global, Air & Space Forces Magazine, Boeing và Key.Aero

### Đặc điểm tổng quát
- Kíp lái: 2 người (phi công và người hướng dẫn)
- Chiều dài: 14,3 m (46 ft 11 in)
- Sải cánh: 9,32 m (30 ft 7 in)
- Chiều cao: 4,11 m (13 ft 6 in)
- Trọng lượng không tải: 3.250 kg (7.165 lb)
- Trọng lượng cất cánh tối đa: 5.500 kg (12.125 lb)
- Sức chứa nhiên liệu: 2.000 kg (4.500 lb)[58]
- Động cơ: 1 × Động cơ tuốc bin phản lực cánh quạt đốt sau General Electric F404-GE-103; cung cấp lực đẩy khô 49 kN (11.000 lbf); và lực đẩy khi đốt nhiên liệu phụ trội tăng áp (đốt sau) là 77 kN (17.200 lbf)

### Hiệu suất bay
- Vận tốc tối đa: 1.204 km/h (748 dặm/giờ; 650 hải lý/giờ) / Mach 0,975[58]
- Tầm bay: 1.830 km (1.140 dặm, 990 hải lý)
- Trần bay: 15.000 m (50.000 ft)
- Giới hạn g: 8 g[58]